# Proctolyra pinheyi
Proctolyra pinheyi is een insect uit de familie van de vlinderhaften (Ascalaphidae), die tot de orde netvleugeligen (Neuroptera) behoort. 
Proctolyra pinheyi is voor het eerst wetenschappelijk beschreven door Tjeder in 1992.